# Elmer H. Almquist
Elmer Hugo Almquist (* 17. Mai 1919 in Louisville, Jefferson County, Kentucky; † 19. Januar 2005 in Alexandria, Virginia) war ein Generalleutnant der United States Army. Er war unter anderem Kommandeur der 8. Infanteriedivision.
Über das ROTC-Programm der Auburn University gelangte Almquist im Jahr 1940 in das Offizierskorps des US-Heeres. In der Armee durchlief er anschließend alle Offiziersränge vom Leutnant bis zum Drei-Sterne-General.
Im Lauf seiner militärischen Karriere absolvierte Almquist verschiedene Kurse und Schulungen. Dazu gehörten unter anderem das Command and General Staff College, das Armed Forces College und das United States Army War College. Außerdem erhielt er einen akademischen Grad von der Harvard Business School.
Während des Zweiten Weltkriegs war er auf dem pazifischen Kriegsschauplatz eingesetzt. Dort war er unter anderem an der Befreiung der Philippinen beteiligt. In den folgenden Jahren absolvierte er den für Offiziere in den entsprechenden Rangstufen üblichen Dienst in verschiedenen Einheiten und Standorten darunter auch solche in Deutschland und Südkorea. Dazu gehörten auch Aufgaben als Stabsoffizier in verschiedenen Hauptquartieren. Er kommandierte Einheiten auf verschiedenen militärischen Ebenen.
Almquist war unter anderem Stabsoffizier bei den Joint Chiefs of Staff und beim Heeresministerium. Bei USAREUR in Heidelberg war er Stabschef. Zwischen Februar 1969 und August 1970 kommandierte er die in Bad Kreuznach stationierte 8. Infanteriedivision. Später kommandierte er die South European Task Force in Vicenza. Im Jahr 1975 schied Elmer Almquist aus dem aktiven Militärdienst aus.
Nach seiner Pensionierung war er als Berater in verschiedenen militärischen Bereichen tätig, darunter die Militärstruktur im Allgemeinen und die atomare Verteidigungsstrategie. Außerdem gehörte er als Vizepräsident einer ebenfalls im Verteidigungssektor tätigen Firma an. Der seit 1946 mit Dorothy J. Knight verheiratete Offizier starb am 19. Januar 2005 und wurde auf dem amerikanischen Nationalfriedhof Arlington beigesetzt.

## Orden und Auszeichnungen
Elmer Almquist erhielt im Lauf seiner militärischen Laufbahn unter anderem folgende Auszeichnungen:
- Army Distinguished Service Medal
- Legion of Merit
- Bronze Star Medal
- Joint Service Commendation Medal